# 中共中央内蒙古分局
中共中央内蒙古分局是负责晋冀鲁豫边区的党的领导机构。
中国共产党内蒙古工作委员会办公旧址位于乌兰浩特市兴安北大路。始建于1934年，原为满洲国兴安南省、兴安总省办公楼。砖瓦结构二层起脊楼房，座北朝南，一层面积为965.39平方米，二层楼面积915.69平方米，总建筑面积共计1881.08平方米，占地面积2356平方米。 为第七批全国重点文物保护单位。

## 历史
1946年4月5日，中共东蒙古工作委员会在王爷庙成立，对外称西满军区办事处，嫩江省白城子地委书记张策调任工委书记、办事处主任，受中共西满分局领导。1946年5月25日，东蒙人民自治政府撤销，成立内蒙古自治运动联合会东蒙分会，同时成立兴安省政府下辖各盟，中共东蒙古工作委员会改称中共兴安省工作委员会，张策继续任书记。
1946年9月，傅作义部突袭张家口，内蒙古自治运动联合会由张家口北撤贝子庙。为适应战争形势，加强对内蒙古工作的领导，晋察冀中央局于1946年9月23日向中央建议获批成立内蒙古党委，由云泽、奎璧、刘春、王铎组成，云泽任书记。内蒙古党委管辖“范围暂定为察哈尔之察哈尔盟、锡林郭勒盟及绥远之乌兰察布盟及巴彦塔拉盟”。同时，晋察冀中央局还原则批准“在内蒙古党委下拟设立察哈尔盟工委、锡林郭勒盟工委及巴乌工委”。
1947年5月张策调任东北民主联军骑兵纵队政委，不再涉及蒙古民族工作。
1947年5月21日，东北局电示“内蒙古党的组织可称内蒙古共产党工作委员会”。5月26日内蒙古共产党工作委员会成立，云泽任书记、刘春任副书记，奎璧、克力更、王再天、王逸伦、哈丰阿、特木尔巴根、王铎为委员，吉雅泰、阿思根为候补委员，方知达为秘书长。下辖呼伦贝尔、纳文慕仁、兴安、哲里木、昭乌达、卓索图、锡林郭勒、察哈尔等盟的盟委、盟工委。自此，内蒙古中东部地区有了统一的党组织。
1949年11月内蒙古自治政府和内蒙古共产党工作委员会西迁张家口。1949年12月13日，内蒙古共产党工作委员会改为中共中央内蒙古分局，乌兰夫任书记，奎璧、刘春、王逸伦、王再天、王铎、高增培为委员，隶属于中共中央华北局领导。1952年8月25日，中共绥远省委与中共中央内蒙古分局合并，改称中共中央蒙绥分局。1954年3月13日，蒙绥分局恢复改称中共中央内蒙古分局。1955年6月13日，内蒙古分局撤销，改设中国共产党内蒙古自治区委员会。
- 书记
  - 乌兰夫(1946. 9.23---1955.6.13)
- 副书记
  - 刘春  1949.12.13—1952.05.12
  - 苏谦益（1952.5.12—1955.6 .13)
  - 杨植霖(1954. 6一1955.6.13)
  - 奎璧(1954.6-1955.6.13)
  - 王铎(1954.6一1955.6.13)
- 常委
  - 奎璧(1946.09.23--1952.8；1953.5-1954.3)
  - 刘春(1946.09.23--； 1947.07.09--1952. 8)
  - 克力更(1946.09.23 --)
  - 王逸伦(1946.09.23—1952. 8；1953.5-- 1955.6.13)
  - 哈丰阿(1946.09.23—)
  - 特木尔巴根(1946.09.23—)
  - 吉雅泰(1946.09.23—；1949.12.13 --)
  - 阿思根(1946.09.23--)
  - 王铎(1946.09.23--； 1947.07.09-；  1949.12.13--1952. 8)
  - 王再天(1947.07.09-； 1949.12.13--1952. 8；  1953.5- 1955.6.13)
  - 王文达(1953. 5---1955.6.13)
  - 高增培(1949. 11-1952. 8；1953.5一1955.6.13)
  - 杨植霖(1952. 5一1952. 8；1953. 5一1954. 3)
  - 潘纪文(1953.5- 1955.6.13)